# Corrosion of Conformity
Pour les articles homonymes, voir COC.
Corrosion of Conformity (COC) est un groupe de sludge metal américain, originaire de Raleigh, en Caroline du Nord. Pendant la quasi-totalité de son existence, le groupe se compose du guitariste Woody Weatherman, du bassiste Mike Dean (qui a quitté le groupe en 1987, mais qui est revenu six ans plus tard), du batteur Reed Mullin (qui a quitté le groupe en 2001 mais qui est revenu neuf ans plus tard) et du chanteur et guitariste Pepper Keenan (qui a rejoint le groupe en 1989). Après une période d'inactivité depuis 2006, Corrosion of Conformity revient sur scène en 2010, sans Keenan, qui est à cette époque, membre du groupe Down.
En date, Corrosion of Conformity a fait paraître sept albums studio, deux EP, une compilation, et cinq albums live. Leurs trois premiers albums ― Eye for an Eye (1984), Animosity (1985) et Blind (1991) ― attirent l'attention du label Columbia Records, qui signe avec le groupe en 1993. Corrosion of Conformity trouve le succès grâce à la parution de son quatrième album, Deliverance, qui atteint la 155e place au Billboard 200 présentant les singles à succès Albatross et Clean My Wounds. leur album suivant Wiseblood, paru en 1996, est également un succès et devient l'album le plus rentable de Corrosion of Conformity aux États-Unis, atteignant la 104e place du Billboard 200. Corrosion of Confirmity fera paraître un nouvel album courant 2014.

## Biographie

### Débuts (1982–1987)
Corrosion of Conformity (abrégé COC) est formé à Raleigh, en Caroline du Nord par le bassiste et chanteur Mike Dean, le guitariste Woody Weatherman et le batteur Reed Mullin dans les années 1980. Ils font paraître 20 premières musiques orientées punk hardcore dans leur album Eye for an Eye, seul album autoproduit dans lequel Eric Eycke chante, est commercialisé en 1984 (plus tard réédité par le label Toxic Shock records puis par le label Caroline Records en 1989). Peu après, Eycke quitte le groupe, et C.O.C. continue en tant que trio avec Dean et Mullin qui se partagent le chant sur l'album Animosity. En 1987, COC recrute Simon Bob Sinister après la dissolution de son groupe Carolina. Leur mini album, Technocracy, est paru la même année.

### Départ de Mike Dean, pause, etBlind(1987–1992)

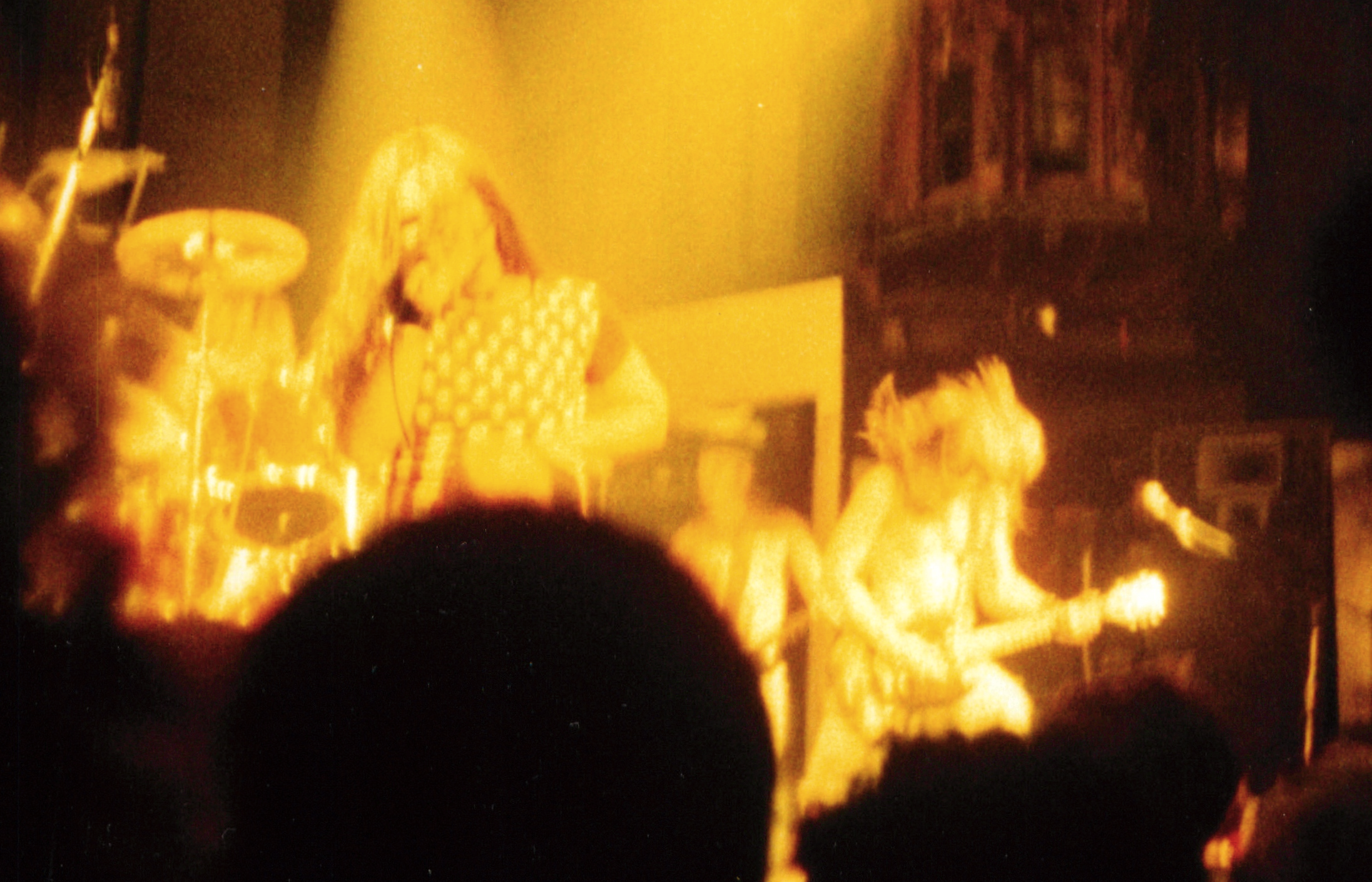
COC, à New York City pendant la tournée Blind.

Mike Dean quitte le groupe en 1987, puis Simon Bob suit à son tour. Les membres restants tentent de chercher un nouveau chanteur, et postent même une annonce dans le fanzine Flipside à la recherche d'un chanteur dans la veine de « James Hetfield ou Ozzy Osbourne » pour leur son heavy metal. Caroline Records édite et regroupe quelques anciennes musiques du groupe, dans lesquelles Mike chante, dans un EP intitulé Six Songs with Mike Singing. Mike Dean participera malgré tout au Snake Nation.
Après plus amples recherches, Karl Agell est recruté au chant, Phil Swisher à la basse, et Pepper Keenan à la guitare. COC se lance dans une sonorité plus approfondie orientée heavy metal. Ils font paraître l'album Blind qui représente leur début dans le heavy metal. Blind est le premier album de COC à recevoir une attention plus particulière du public. Le vidéoclip du titre Vote with a Bullet est diffusé sur MTV et l'album atteint les Billboard Heatseekers début 1992. En date, il s'est vendu à plus de 250 000 exemplaires aux États-Unis.

### DeliveranceetWiseblood(1993–1998)
En 1993, Agell et Swisher quittent le groupe et forment le leur : Leadfoot, Dean revient, et Keenan endosse le rôle du chanteur. L'année suivante, COC signe au label Columbia Records, et fait paraître son album Deliverance. En 1994, leur single Big Problems est présenté dans la bande sonore de Clerks. Leur single Clean My Wounds sera présenté dans l'OAV japonais Tekken: The Motion Picture.
Deliverance est l'album le plus rentable du groupe. Grâce aux singles Albatross et Clean My Wounds, il atteint le top 20 des radios spécialisées, et il parvient même à rester quatre mois d’affilée au Billboard 200, à la 155e place. Aux Top Heatseekers, il atteint la 5e place et reste classé près d'un an. Fin 2005, 440 000 exemplaires auraient été vendus aux États-Unis. Wiseblood est commercialisé en 1996. Malgré sa place au top 30 grâce au single Drowning in a Daydream et d'une tournée aux côtés de Metallica, l'album ne parvient pas à dépasser le succès de son prédécesseur. En date, les ventes ne dépassent pas plus de 150 000 exemplaires. Drowning in a Daydream est nommé aux Grammy Awards en 1998 dans la catégorie « Meilleure performance de musique metal ».

### America's Volume DealeretIn the Arms of God(1999–2006)

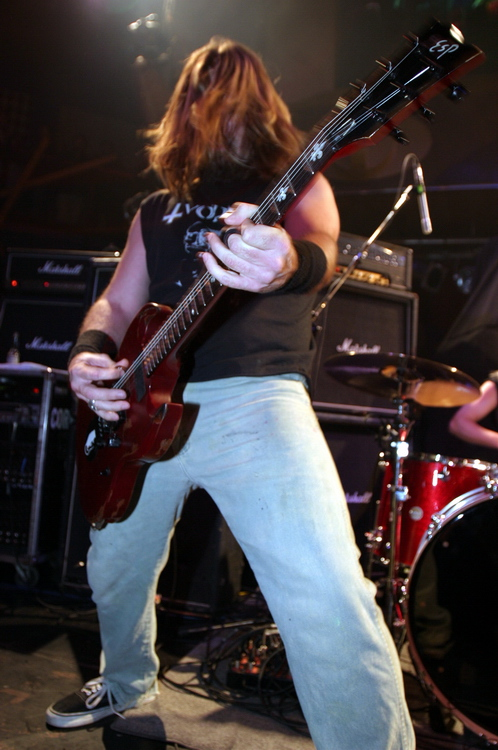
Pepper Keenan, en live sur scène.

peu après la parution de l'album Wiseblood, Columbia résigne son contrat avec COC, qui, ce dernier, rejoindra Sanctuary Records. Le groupe fait alors paraître son nouvel album America's Volume Dealer, en novembre 2000. L'album ne parvient pas à devenir un succès. Cependant, le single Congratulations Song a été classé au top 30. Mullin quitte ensuite le groupe en 2001. Durant les quelques années qui suivent, le groupe collabore avec nombreux batteurs : Jimmy Bower d'Eyehategod, un batteur local du nom de Merritt Partridge, Stanton Moore (en) de Galactic et l'ancien batteur de Reed, Jason Patterson.
En avril 2005, COC fait paraître In the Arms of God, ce dernier est bien accueilli par la presse spécialisée. L'album réussit à dépasser les précédents albums du groupe, et atteint la 108e place du Billboard 200, et les Heatseekers,. Un vidéoclip a été créé pour la chanson Stonebreaker qui a été joué au Headbanger's Ball de la chaîne MTV2.
Le groupe passe le reste de l'année à participer aux tournées à travers l'Amérique du Nord. Ils jouent aux côtés de Motörhead et Disturbed, puis avec Crowbar, Fu Manchu, Alabama Thunderpussy et Danko Jones. Une tournée européenne est programmée entre octobre et novembre 2005, mais annulée à la suite des ravages causés par l'ouragan Katrina. À la place, ils jouent avec Clutch au Royaume-Uni en janvier 2006.

### Seconde pause (2006–2010)
Corrosion of Conformity devient inactif entre 2006 et juin 2010, tandis que Pepper enregistre et participe aux tournées avec son groupe Down. De mars 2009 à juin 2010, Karl Agell et Reed Mullin jouent occasionnellement aux côtés de Jerry Barrett, Scott Little, et Jason Browning (Browning qui sera finalement remplacé par TR Gwynne) sous le surnom de « COC-Blind ». Reed Mullin, Mike Dean, et Jason Browning partent en tournée avec un nouveau groupe appelé Righteous Fool.

### Réunion de la formationAnimosity(2010–2014)
Le 12 mai 2010, Blabbermouth.net rapporte la réunion du line-up COC ayant composé l'album Animosity, pour un nouvel album. Ils planifient un show en début août sur la côte ouest américaine, mais rien n'a été officiellement affirmé. Le groupe joue à nouveau en tant que quatuor avec Pepper, selon un message posté sur leur site officiel le 15 mai 2008. Pepper est toujours membre du groupe.
Pepper rejoint ses compagnons sur scène le 17 juin 2011 au Hellfest (à Clisson, en France) pour jouer le titre Vote with a Bullet, et le 19 juin 2011 à Bilbao (en Espagne). Le groupe fait paraître son huitième album studio éponyme, intitulé Corrosion of Conformity, le 28 février 2012 au label Candlelight Records,. En septembre 2012, Corrosion of Conformity poste trois photos sur leur page officielle Facebook d'un nouvel EP de cinq chanson, Megalodon, sur lequel ils travaillent avec Mike Schaefer et John Custer. L'EP entier est mis en vente en ligne le 14 novembre 2012. En janvier 2013, Corrosion of Conformity commence l'écriture son neuvième album, IX, publié le 1er juillet 2014.

### Retour avec Pepper Keenan (depuis 2014)
En septembre 2014, le batteur Reed Mullin confirme le retour de Corrosion of Conformity avec le guitariste et chanteur Pepper Keenan en 2015 pour un nouvel album, suivi par une tournée. Ils prévoient de travailler sur leur album courant janvier 2015.
Le 14 janvier 2015, Corrosion of Conformity annonce une tournée britannique de six dates, qui prendra place en mars avec la formation Deliverance et une première tournée avec Keenan depuis neuf ans. Corrosion of Conformity joue son premier concert avec Pepper Keenan, Woody Weatherman, Mike Dean, et Reed Mullin le 7 mars 2015 à Manchester, en Angleterre. Leur tournée américaine s'effectue avec Clutch le 28 juillet 2015. Le 6 juin 2016, Corrosion of Conformity annonce le départ du batteur Reed Mullin après une longue bataille contre son addiction à l'alcool, à cause de laquelle il souffrira d'épilepsie lors d'un concert à Edmonton, AB, au Canada à la tournée Lamb of God \ Clutch Tour. Mullin revient le 8 juin en tournée à la batterie.

## Membres

### Membres actuels
- Woody Weatherman – guitare solo, chœurs (depuis 1982)
- Mike Dean – basse, claviers (1982–1987, depuis 1993), chant (1984–1986, 2010–2014), chœurs (1982–1984, 1986–1987, 1993–2010, depuis 2014)
- Pepper Keenan - guitare rythmique (1989–2006, depuis 2014), chant (1993–2006, depuis 2014), chœurs (1989–1993)
- John Green – batterie, percussions (depuis 2020)

### Anciens membres
- Benji Shelton - chant (1982-1983)
- Reed Mullin – batterie, percussions (1982–2001, 2010–2020, décédé en 2020), chœurs (1982–1984, 1986–2001, 2010–2020, décédé en 2020), chant (1984–1986, décédé en 2020)
- Robert Stewart - chant (1983)
- Eric Eycke – chant (1983–1984, décédé en 2017)
- Simon Bob Sinister – chant (1986–1989)
- Phil Swisher – basse (1987–1993)
- Karl Agell – chant (1989–1993)
- Jimmy Bower – batterie, percussions (2001–2002)
- Merrit Partridge – batterie, percussions (2002–2003)
- Stanton Moore – batterie, percussions (2003–2005)
- Jason Patterson – batterie, percussions (2005–2006)

### Membres invités
- Warren Haynes – guitare (Stare too Long sur America's Volume Dealer)
- James Hetfield – chant (Man or Ash sur Wiseblood)
- Robert Stewart – chant (sur scène)
- Bruce Smith – pédale steel guitar (Shelter sur Deliverance)
- John Custer – production (sur Blind, Deliverance, Wiseblood, Nativity in Black, America's Volume Dealer, In the Arms of God, Corrosion of Conformity, l'EP Megalodon et IX)

## Discographie
- 1984 : Eye for an Eye
- 1985 : Animosity
- 1987 : Technocracy (EP)
- 1991 : Blind
- 1994 : Deliverance
- 1996 : Wiseblood
- 2000 : America's Volume Dealer
- 2001 : Live Volume
- 2005 : In the Arms of God
- 2012 : Corrosion of Conformity
- 2012 : Megalodon (EP)
- 2014 : IX
- 2018 :  No Cross No Crown